# Olaf Bär/Diskografie
Diese Diskografie ist eine Übersicht über die veröffentlichten Tonträger des deutschen Baritons Olaf Bär.

## Lieder
| Aufnahme                  | Werke | Weitere Interpreten | Musiklabel              |
| ------------------------- | --- | --- | ----------------------- |
| 7/1985                    | Robert Schumann: Dichterliebe op. 48 • Liederkreis op. 39 | Geoffrey Parsons, Klavier | EMI                     |
| 6/1986                    | Franz Schubert: Die schöne Müllerin D 795 | Geoffrey Parsons, Klavier | EMI / Eterna            |
| 9/1986                    | Hugo Wolf: 24 Mörike-Lieder An die Geliebte • Auf ein altes Bild • Auf eine Christblume I • Auf eine Christblume II • Auf einer Wanderung • Auftrag • Begegnung • Bei einer Trauung • Der Gärtner • Der Jäger • Er ist’s • Gebet • Im Frühling • Jägerlied • Lied eines Verliebten • Neue Liebe • Nimmersatte Liebe • Peregrina I • Peregrina II • Schlafendes Jesuskind • Selbstgeständnis • Storchenbotschaft • Verborgenheit • Zum neuen Jahr | Geoffrey Parsons, Klavier | EMI                     |
| 4/1987                    | Johannes Brahms: Lieder Sechs Gesänge op. 3 • Neun Lieder und Gesänge op. 32 • Lieder und Gesänge op. 57/1,2,4–8 • Lieder op. 59/3,4 • Vier Lieder op. 96 | Geoffrey Parsons, Klavier | EMI / Eterna            |
| 12/1988                   | Franz Schubert: Winterreise D 911 | Geoffrey Parsons, Klavier | EMI                     |
| 8/1989                    | Franz Schubert: Schwanengesang D 957 • Drei Lieder op. 80 | Geoffrey Parsons, Klavier | EMI                     |
| 9/1989                    | Robert Schumann: Liederkreis op. 24 • Zwölf Lieder op. 35 | Geoffrey Parsons, Klavier | EMI / Eterna            |
| 10/1989, live             | Gustav Mahler: Kindertotenlieder + Rückert-Lieder • Das Lied von der Erde | Sydney Symphony Orchestra / Vernon Handley (+ Elizabeth Campbell, Mezzosopran / Robert Tear, Tenor / Peter Coleman-Wright, Bariton / Stuart Challender, Edo de Waart) | SSO Live                |
| 11/1991, 7/1992           | Franz Schubert: Lieder Rastlose Liebe D 138 • An den Mond D 193 • Heidenröslein D 257 • Der Schiffer D 536 • Ganymed D 544 • An die Musik D 547 • Die Forelle D 550 • Liebhaber in allen Gestalten D 558 • Frühlingsglaube D 686 • Geheimes D 719 • An die Leier D 737 • Sei mir gegrüßt D 741 • Schwanengesang D 744 • Der Musensohn D 764 • Wanderers Nachtlied D 768 • Dass sie hier gewesen D 775 • Der Einsame D 800 • Im Frühling D 882 • An Silvia D 891 • Alinde D 904 • An die Laute D 905 | Geoffrey Parsons, Klavier | EMI                     |
| 9/1992                    | Ludwig van Beethoven: Lieder Adelaide op. 46 • Sechs Lieder op. 48 • Maigesang op. 52/4 • Neue Liebe, neues Leben op. 75/3 • Drei Lieder op. 83 • An die ferne Geliebte op. 98 • Der Kuß op. 128 • Ich liebe dich WoO 123 • Der Wachtelschlag WoO 129 • Andenken WoO 136 • Lied aus der Ferne WoO 137 • Der Liebende WoO 139 • An die Geliebte WoO 140 • Sehnsucht WoO 146 | Geoffrey Parsons, Klavier | EMI                     |
| 1992?, 1993               | Guten Abend, gut’ Nacht: Die schönsten Kinder- und Wiegenlieder (Arr. Friedrich Meyer) darin mit Olaf Bär: Johannes Brahms: Wiegenlied op. 49/4 (Guten Abend, gut’ Nacht) • Engelbert Humperdinck: Abends wenn ich schlafen geh (aus Hänsel und Gretel) • Johann Friedrich Reichardt: Wer hat die schönsten Schäfchen • Johann Abraham Peter Schulz: Abendlied (Der Mond ist aufgegangen) • Robert Schumann: Kinderwacht op. 79/22 (Wenn fromme Kinder schlafen gehen) • Trad.: Weißt du, wie viel Sternlein stehen | Barbara Hendricks, Sopran (+ Hans Clarin, Sprecher) / Chor / Studioorchester | Teldec                  |
| 7/1992, 6/1994 (+ 2/1993) | Hugo Wolf: Spanisches Liederbuch | Anne Sofie von Otter, Mezzosopran / Geoffrey Parsons, Klavier | EMI                     |
| 6/1993, 6/1994            | Liebeslieder Johannes Brahms: Sonntag op. 47/3 • Dein blaues Auge op. 59/8 • Meine Liebe ist grün op. 63/5 • Felix Mendelssohn Bartholdy: Gruß op. 19a/5 • Auf Flügeln des Gesanges op. 34/2 • Allnächtlich im Traume op. 86/4 • Wolfgang Amadeus Mozart: Das Veilchen KV 476 • Abendempfindung KV 523 • An Chloë KV 524 • Franz Schubert: Nähe des Geliebten D 162 • Du bist die Ruh D 776 • Bei dir allein! D 866/2 • Robert Schumann: Widmung op. 25/1 • Du bist wie eine Blume op. 25/24 • Aus den östlichen Rosen op. 25/25 • Richard Strauss: Zueignung op. 10/1 • Breit’ über mein Haupt op. 19/2 • Du meines Herzens Krönelein op. 21/2 • Heimliche Aufforderung op. 27/3 • Carl Maria von Weber: Was zieht zu deinem Zauberkreise op. 15/4 • Ich sah ein Röschen op. 15/5 • Er an Sie op. 15/6 • Hugo Wolf: Der Musikant • Erwartung • Liebesglück • Verschwiegene Liebe | Geoffrey Parsons, Klavier | EMI                     |
| 8/1994                    | Lieder deutscher Opernkomponisten Hermann Goetz: Geheimnis op. 12/1 • Schließe mir die Augen beide op. 12/2 • Wandervöglein op. 12/3 • Ein Frühlingstraum op. 19/1 • Der Frühling kommt! op. 19/2 • Wandrers Nachtlied (Der du von dem Himmel bist) • Engelbert Humperdinck: Blauveilchen • Das Lied vom Glück • Entsagung • Oft sinn ich hin und wieder • Romanze • Sonntagsruhe • Conradin Kreutzer: Die Kapelle op. 64/1 • Entschluß op. 64/2 • Die Post • Frühlingsglaube • Nachtreise • Nähe des Geliebten • Heinrich Marschner: Das Flämmchen auf der Heide op. 80/12 • Das Lied vom alten König op. 82/2 • Der betrogene Teufel op. 87/1 • Die Monduhr op. 102/2 • Die sieben Freier op. 128/1 • Der König von Thule op. 160/1 • Die Rache op. 160/2 • Otto Nicolai: Il mistero op. 24/2 • Herbstlied op. 37 • Scarco d’affanni il core                                    | Helmut Deutsch, Klavier | EMI                     |
| 8–9/1994, live            | Johannes Brahms: Liebeslieder-Walzer op. 52 • Neue Liebeslieder-Walzer op. 65 Robert Schumann: Spanische Liebeslieder op. 138 | Barbara Bonney, Sopran / Anne Sofie von Otter, Mezzosopran / Kurt Streit, Tenor / Helmut Deutsch, Bengt Forsberg, Klavier | EMI                     |
| 8/1995                    | Hugo Wolf: Italienisches Liederbuch | Dawn Upshaw, Sopran / Helmut Deutsch, Klavier | EMI                     |
| 10/1995, 4/1996, live     | Gustav Mahler: Lieder eines fahrenden Gesellen + Antonín Dvořák: Die Mittagshexe • Alexander Glasunow: Sinfonie Nr. 5 B-Dur op. 55 | Radio Filharmonisch Orkest / Edo de Waart (+ Alexander Lazarev) | NCRV                    |
| 2/1996                    | Robert Schumann: Lieder, Romanzen & Balladen Drei Gedichte von Emanuel Geibel op. 30 • Sechs Gedichte aus dem Liederbuch eines Malers op. 36 • Fünf Lieder aus dem Dänischen und Neugriechischen op. 40 • Romanzen und Balladen op. 45, 49, 53 • Belsazar op. 57 • Der Handschuh op. 87 | Helmut Deutsch, Klavier | EMI                     |
| 5/1996                    | Weihnachten im deutschen Lied Peter Cornelius: Sechs Weihnachtslieder op. 8 • Joseph Haas: Sechs Krippenlieder op. 49 • Engelbert Humperdinck: Altdeutsches Weihnachtslied • Christkindleins Wiegenlied • Das Licht der Welt • Der Stern von Bethlehem • Weihnachten • Max Reger: Uns ist geboren ein Kindelein op. 137/3 • Morgengesang op. 137/8 • Christkindleins Wiegenlied op. 137/10 • Maria am Rosenstrauch op. 142/3 • Ehre sei Gott in der Höhe • Richard Trunk: Sieben Weihnachtslieder op. 61 | Helmut Deutsch, Klavier | EMI                     |
| 8/1996                    | Johannes Brahms: Lieder Neun Lieder op. 63 • Fünf Gesänge op. 71 • Fünf Gesänge op. 72 • Fünf Lieder op. 94 • Vier ernste Gesänge op. 121 | Helmut Deutsch, Klavier | EMI                     |
| 7/1997                    | Robert Schumann: Myrten op. 25 • Zwölf Gedichte aus F. Rückert’s Liebesfrühling op. 37 | Juliane Banse, Sopran / Helmut Deutsch, Klavier | EMI                     |
| 9–12/1997                 | Othmar Schoeck: Wanderung im Gebirge op. 45 • Notturno op. 47 | Helmut Deutsch, Klavier / Carmina Quartett | Denon                   |
| 1998                      | Traugott Maximilian Eberwein: Amor Proteus oder Liebeserklärungen verschiedener Stände und Temperamente op. 13 darin mit Olaf Bär: Sanguinische Liebeserklärung | Alfred Feilhaber, René Hess, Peter Küchler, Albrecht Lepetit, Clemens Löschmann, Thomas Scheler, Christoph Späth, Armin Ude, Tenor / Fred Bonitz, Reinhart Gröschel, Markus Köhler, Matthias Weichert, André Wenhold, Bariton / Jörg Hempel, Matthias Henneberg, Egbert Junghanns, Andreas Scheibner, Bassbariton / Franns Wilfried Promnitz von Promnitzau, Hammerklavier / Beate Voigt, Violine / István Vincze, Steffen Launer, Waldhorn | Sixtina Klassik Dresden |
| 6/1999                    | Volkslieder Vol. 1 darin mit Olaf Bär: Johannes Brahms: Feinsliebchen, du sollst mir nicht barfuß gehn WoO 33/12 | Juliane Banse, Sopran / Helmut Deutsch, Klavier | Carus                   |
| 10/1999 (+ 3/2000)        | Gustav Mahler: Lieder eines fahrenden Gesellen (bearb. für Kammerensemble von Arnold Schönberg) + Sinfonie Nr. 4 G-Dur (bearb. für Kammerensemble von Erwin Stein) | Linos Ensemble / (+ Alison Browner, Sopran) | Capriccio               |
| 1/2002                    | Maurice Ravel: Don Quichotte à Dulcinée (3 Lieder) + Boléro • Valses nobles et sentimentales • Mussorgski/Ravel: Bilder einer Ausstellung | SWR Sinfonieorchester Baden-Baden und Freiburg / Sylvain Cambreling | Glor                    |
| 2–3/2003                  | Leise flehen meine Lieder: Lieder des 19. Jahrhunderts mit Gitarre Mauro Giuliani: Abschied op. 89/1 • Abschied op. 89/3 • Lied op. 89/4 • Franz Schubert: Schäfers Klagelied D 121 • Nähe des Geliebten D 162 • Heidenröslein D 257 • Erlkönig D 328 • Die Forelle D 550 • Nachtstück D 672 • Der Musensohn D 764 • Wanderers Nachtlied D 768 • Im Abendrot D 799 • Ständchen D 957/4 • Louis Spohr: Getrennte Liebe op. 37/5 • Klagelied von den drei Rosen op. 41/3 • Der erste Kuss op. 41/5 • Frühlingsglaube op. 72/1 • Beruhigung op. 72/4 • Schlaflied op. 72/6 • Carl Maria von Weber: Die Zeit op. 13/5 • Das Röschen op. 15/5 • Liebe-Glühen op. 25/1 • Über die Berge mit Ungestüm op. 25/2 • Lass mich schlummern, Herzlein, schweige op. 25/3 + Fernando Sor: Mozart-Varationen op. 9                                                                               | Jan Žáček, Gitarre | musicaphon              |

## Geistliche Werke
| Aufnahme           | Werke | Weitere Interpreten | Musiklabel                                                            |
| ------------------ | --- | --- | --------------------------------------------------------------------- |
| 10/1971            | Heinrich Schütz: Historia der Auferstehung Jesu Christi SWV 50 (Knabensopran) | Egbert Junghanns, Martin Schüler, Achim Zimmermann, Knabensopran / Eberhard Büchner, Wolf Reinhold, Peter Schreier, Armin Ude, Hans-Jürgen Wachsmuth, Tenor / Günther Leib, Gothart Stier, Bariton / Dresdner Kreuzchor / Capella Fidicinia Dresden / Martin Flämig | Eterna / Berlin Classics                                              |
| 8–9/1984           | Johann Sebastian Bach: Matthäus-Passion BWV 244 (Hoherpriester) | Andrea Ihle, Lucia Popp, Helga Termer, Sopran / Marjana Lipovšek, Johanna Schneiderheinze, Elisabeth Wilke, Alt / Eberhard Büchner, Peter Schreier, Ekkehard Wagner, Tenor / Andreas Scheibner, Bariton / Theo Adam, Klaus Henkel, Robert Holl, Hermann Christian Polster, Hans-Joachim Ribbe, Ekkehard Wlaschiha, Bass / Dresdner Kapellknaben, Rundfunkchor Leipzig / Staatskapelle Dresden / Peter Schreier | Eterna / Philips                                                      |
| 11/1985 (+ 7/1986) | Ludwig van Beethoven: Fantasie für Klavier, Chor und Orchester c-Moll op. 80 + Konzert für Violine, Violoncello, Klavier und Orchester C-Dur op. 56 | Margot Stejskal, Sopran / Elvira Puschkarova, Mezzosopran / Annette Jahns, Alt / Ekkehard Wagner, Tenor / Matthias Henneberg, Bariton / Peter Rösel, Klavier (+ Christian Funke, Violine / Jürnjakob Timm, Violoncello) / Rundfunkchor Leipzig / Dresdner Philharmonie / Herbert Kegel | Eterna / Capriccio                                                    |
| 1/1987             | Johann Sebastian Bach: Weihnachtsoratorium BWV 248 | Nancy Argenta, Ruth Holton, Katie Pringle, Sopran / Anne Sofie von Otter, Mezzosopran / Hans Peter Blochwitz, Anthony Rolfe Johnson, Tenor / Monteverdi Choir / English Baroque Soloists / John Eliot Gardiner | Archiv Produktion                                                     |
| 3/1987             | Johann Sebastian Bach: Matthäus-Passion BWV 244 (Jesus) | Kiri Te Kanawa, Patrice Michaels, Sopran / Anne Sofie von Otter, Mezzosopran / Debra Austin, Alt / Hans Peter Blochwitz, Anthony Rolfe Johnson, William Watson, Tenor / Richard Cohn, Bariton / Tom Krause, Bass / Glen Ellyn Children’s Chorus, Chicago Symphony Chorus / Chicago Symphony Orchestra / Georg Solti                                                                                            | Decca                                                                 |
| 11/1986 – 5/1987   | Johann Friedrich Fasch: Missa brevis D-Dur + Beständigkeit bleibt mein Vergnügen (Kantate); Concerto D-Dur für Trompete, 2 Oboen, Streicher und B.c.; Concerto D-Dur für Trompeten, Pauken, Oboen und Fagott; Konzert B-Dur für Chalumeau, 2 Oboen, Fagott, Streicher und B.c.; Ouvertüren-Suiten d-Moll und B-Dur; Trio c-Moll für Oboe, Violine und B.c. | Andrea Ihle, Sopran / Elisabeth Wilke, Alt / Reinhart Ginzel, Tenor (+ Peter Schreier, Tenor / Roland Straumer, Violine / Joachim Bischof, Violoncello / Andreas Lorenz, Oboe / Hans-Detlef Löchner, Klarinette / Friedrich Kircheis, Cembalo) / Hallenser Madrigalisten / Virtuosi Saxoniae / Ludwig Güttler                                                                                                  | Eterna / Capriccio                                                    |
| 2/1988             | Johann Sebastian Bach: Johannes-Passion BWV 245 (Bass-Arien) | Roberta Alexander, Andrea Ihle, Sopran / Marjana Lipovšek, Alt / Peter Schreier, Ekkehard Wagner, Tenor / Egbert Junghanns, Andreas Scheibner, Bariton / Robert Holl, Bass / Rundfunkchor Leipzig / Staatskapelle Dresden / Peter Schreier | Eterna / Philips                                                      |
| 4/1988             | Johann Sebastian Bach: Matthäus-Passion BWV 244 (Bass-Arien) | Barbara Bonney, Ann Monoyios, Sopran / Anne Sofie von Otter, Alt / Michael Chance, Countertenor / Howard Crook, Anthony Rolfe Johnson, Tenor / Andreas Schmidt, Bariton / Cornelius Hauptmann, Bass / London Oratory Junior Choir, Monteverdi Choir / English Baroque Soloists / John Eliot Gardiner | Archiv Produktion                                                     |
| 10/1988, 12/1988   | Jan Dismas Zelenka: Missa Dei Patris C-Dur ZWV 19 | Věnceslava Hrubá-Freiberger, Sopran / René Jacobs, Altus / Reinhart Ginzel, Tenor / Thüringischer Akademischer Singkreis / Virtuosi Saxoniae / Ludwig Güttler | Eterna / Capriccio / Berlin Classics                                  |
| 12/1988            | Carl Philipp Emanuel Bach: Magnificat D-Dur Wq 215 + Sinfonien G-Dur Wq 173 und G-Dur Wq 180 | Věnceslava Hrubá-Freiberger, Sopran / Barbara Bornemann, Alt / Peter Schreier, Tenor / Rundfunkchor Berlin / Kammerorchester Carl Philipp Emanuel Bach / Hartmut Haenchen | Berlin Classics                                                       |
| 12/1988            | Gabriel Fauré: Requiem op. 48 Maurice Duruflé: Requiem op. 9 | Richard Eteson, Knabensopran / Ann Murray, Mezzosopran / Peter Barley, Orgel / Choir of King’s College (Cambridge) / English Chamber Orchestra / Stephen Cleobury | EMI                                                                   |
| 6/1989             | Joseph Haydn: Die Schöpfung Hob. XXI:2 (Adam) | Barbara Bonney, Edith Wiens, Sopran / Hans Peter Blochwitz, Tenor / Jan-Hendrik Rootering, Bass / Südfunk-Chor / Radio-Sinfonieorchester Stuttgart / Neville Marriner | EMI                                                                   |
| 8/1990, live       | Joseph Haydn: Die Schöpfung Hob. XXI:2 (Adam) | Lucia Popp, Iris Vermillion, Sopran / Francisco Araiza, Tenor / Samuel Ramey, Bass / Konzertvereinigung Wiener Staatsopernchor / Wiener Philharmoniker / Riccardo Muti | Sony Classical (Video) / Arthaus Musik                                |
| 5/1991             | Johann Sebastian Bach: Kantaten Ich will den Kreuzstab gerne tragen BWV 56 • Ich habe genug BWV 82 • Der Friede sei mit dir BWV 156 | Scottish Chamber Orchestra Chorus / Scottish Chamber Orchestra / Peter Schreier | EMI                                                                   |
| 1/1992             | Johann Sebastian Bach: Adventskantaten Schwingt freudig euch empor BWV 36 • Nun komm, der Heiden Heiland I BWV 61 • Nun komm, der Heiden Heiland II BWV 62 | Nancy Argenta, Sopran / Petra Lang, Mezzosopran / Anthony Rolfe Johnson, Tenor / Monteverdi Choir / English Baroque Soloists / John Eliot Gardiner | Archiv Produktion                                                     |
| 3/1992             | Johannes Brahms: Ein deutsches Requiem op. 45 + Begräbnisgesang op. 13 | Lynne Dawson, Sopran / Schütz Choir of London / London Classical Players / Roger Norrington | EMI                                                                   |
| 9/1993             | Johann Sebastian Bach: Magnificat BWV 243 • Messen BWV 233–236 | Barbara Bonney, Sopran / Birgit Remmert, Alt / Rainer Trost, Tenor / RIAS Kammerchor / Kammerorchester Carl Philipp Emanuel Bach / Peter Schreier | Philips                                                               |
| 12/1994, live      | Weihnachtliche Vesper an der Frauenkirche Dresden darin mit Olaf Bär: Macht hoch die Tür, die Tor macht weit • Peter Cornelius: Die Könige op. 8/3 | Andrea Ihle, Sopran / Elisabeth Wilke, Alt (+ Kurt Biedenkopf, Volker Kreß, Hartmut Rau, Sprecher) / Dresdner Kreuzchor / Blechbläserensemble Ludwig Güttler | Gesellschaft zur Förderung des Wiederaufbaus der Frauenkirche Dresden |
| 4/1995             | Jan Dismas Zelenka: Confitebor tibi Domine c-Moll ZWV 71 + Laudate pueri D-Dur ZWV 81 • Capriccio Nr. 2 G-Dur ZWV 183 • Nr. 4 A-Dur ZWV 185 • Nr. 5 G-Dur ZWV 190 | (+ Peter Schreier, Tenor) / Virtuosi Saxoniae / Ludwig Güttler | Berlin Classics                                                       |
| 11/1999, live      | Johannes Brahms: Ein deutsches Requiem op. 45 | Gesche Stürmer, Sopran / Flensburger Bach-Chor / Vogtland Philharmonie / Matthias Janz | Ars                                                                   |
| 12/2003            | Weihnachtsmusik aus vier Jahrhunderten darin mit Olaf Bär: Johann Sebastian Bach: Großer Herr, o starker König (aus: Weihnachtsoratorium BWV 248) | (+ Claron McFadden, Sopran / SWR Vokalensemble, Mainzer Domchor) / SWR Rundfunkorchester Kaiserslautern / Paul Goodwin | Hänssler                                                              |

## Opern
| Aufnahme                | Werk und Rolle | Weitere Interpreten | Musiklabel                |
| ----------------------- | --- | --- | ------------------------- |
| 7/1970                  | Wolfgang Amadeus Mozart: Die Zauberflöte KV 620 (Erster Knabe) | Helen Donath, Sylvia Geszty, Renate Hoff, Hanne-Lore Kuhse, Gisela Schröter, Sopran / Annelies Burmeister, Alt / Peter Schreier, Tenor / Günther Leib, Bariton / Theo Adam, Siegfried Vogel, Bass / Rundfunkchor Leipzig / Staatskapelle Dresden / Otmar Suitner | Eterna / RCA              |
| 2/1985, live            | Carl Maria von Weber: Der Freischütz op. 77 (Kaspar) | Andrea Albert, Margot Ehrlich, Andrea Ihle, Gisela Juch, Jana Smítková, Claudia Ulbrich, Sopran / Reiner Goldberg, Tenor / Hans-Joachim Ketelsen, Bariton / Theo Adam, Gunther Emmerlich, Ekkehard Wlaschiha, Bass / Johannes Kemter, Sprecher / Chor der Staatsoper Dresden / Staatskapelle Dresden / Wolf-Dieter Hauschild | Eterna / Denon            |
| 6/1986 (+ 1/1988), live | Hans Pfitzner: Palestrina (Ein Meister / Zweiter Kapellsänger) | Brigitte Eisenfeld, Carola Nossek, Margot Stejskal, Adelheid Vogel, Sopran / Elvira Dreßen, Rosemarie Lang, Uta Priew, Mezzosopran / Joachim Arndt, Peter Bindszus, Henno Garduhn, Horst Gebhardt, Günther Kurth, Peter Menzel, Andreas Schmidt, Peter-Jürgen Schmidt, Peter Schreier, Tenor / Hans-Joachim Ketelsen, Günther Leib, Siegfried Lorenz, Roman Trekel, Bernd Zettisch, Bariton / Fritz Heidan, Fritz Hübner, Walter Naveau, Hermann Christian Polster, Heinz Reeh, Dario Süß, Reiner Süß, Ekkehard Wlaschiha, Gerd Wolf, Bass / Helmut Oertel, Orgel / Chor der Deutschen Staatsoper Berlin / Staatskapelle Berlin / Otmar Suitner | Eterna / Berlin Classics  |
| 1/1988                  | Richard Strauss: Ariadne auf Naxos op. 60 (Harlekin) | Edita Gruberová, Julie Kaufmann, Jessye Norman, Julia Varady, Sopran / Marianne Rorholm, Alt / Andreas Conrad, Martin Finke, Paul Frey, Wolfgang Millgramm, Tenor / Dietrich Fischer-Dieskau, Egbert Junghanns, Rolf Wollrad, Bariton / Rudolf Asmus, Gerd Wolf, Bass / Gewandhausorchester Leipzig / Kurt Masur | Eterna / Philips          |
| 4–5/1988                | Wolfgang Amadeus Mozart: Opern- und Konzertarien Der verliebte Italiener (aus La finta giardiniera KV 196) • Nur mutig, mein Herze (aus Zaide KV 344) • Bravo, signor padrone! … Se vuol ballare; Non più andrai; Tutto è disposto … Aprite un po’ quegli occhi; Hai già vinta la causa! … Vedrò, mentr’io sospiro (aus Le nozze di Figaro KV 492) • Mentre ti lascio, o figlia KV 513 • Deh vieni alla finestra; Finch’ han dal vino (aus Don Giovanni KV 527) • Un bacio di mano KV 541 • Donne mie, la fate a tanti (aus Così fan tutte KV 588) • Der Vogelfänger bin ich ja; Ein Mädchen oder Weibchen; Papagena! Papagena! Papagena! (aus Die Zauberflöte KV 620) | Ute Selbig, Sopran / Martin Kolditz, Holger Merkel, Falke Thümmler, Knabensopran / Staatskapelle Dresden / Hans Vonk | Eterna / EMI              |
| 7/1989                  | Wolfgang Amadeus Mozart: Die Zauberflöte KV 620 (Papageno) | Kiri Te Kanawa, Yvonne Kenny, Eva Lind, Cheryl Studer, Sopran / Markus Baur, Christian Fliegner, Christian Günther, Knabensopran / Iris Vermillion, Mezzosopran / Anne Collins, Alt / Francisco Araiza, Aldo Baldin, Edmund Barham, Tenor / José van Dam, Harry Peeters, Samuel Ramey, Bass / Ambrosian Opera Chorus / Academy of St Martin in the Fields / Neville Marriner | Philips                   |
| 11/1990                 | Johann Strauss (Sohn): Die Fledermaus (Dr. Falke) | Karin Göttling, Edita Gruberová, Kiri Te Kanawa, Sopran / Brigitte Fassbaender, Mezzosopran / Wolfgang Brendel, Richard Leech, Tenor / Tom Krause, Anton Wendler, Bass / Otto Schenk, Sprecher / Wiener Staatsopernchor / Wiener Philharmoniker / André Previn | Philips                   |
| 12/1990                 | Wolfgang Amadeus Mozart: Die Zauberflöte KV 620 (Sprecher) | Nancy Argenta, Tessa Bonner, Beverly Hoch, Eirian James, Evelyn Tubb, Dawn Upshaw, Sopran / Catherine Denley, Caroline Trevor, Mezzosopran / Guy de Mey, Rufus Müller, Anthony Rolfe Johnson, Tenor / Andreas Schmidt, Bariton / Simon Birchall, Cornelius Hauptmann, Richard Wistreich, Bass / Schütz Choir of London / London Classical Players / Roger Norrington | EMI                       |
| 12/1993                 | Richard Strauss: Capriccio op. 85 (Olivier) | Kiri Te Kanawa, Anna Rita Taliento, Sopran / Brigitte Fassbaender, Alt / Uwe Heilmann, Werner Hollweg, Roberto Saccà, Tenor / Håkan Hagegård, Bariton / Hans Hotter, Bassbariton / Victor von Halem, Gottfried Hornik, Bass / Wiener Philharmoniker / Ulf Schirmer | Decca                     |
| 5/1994, live            | Wolfgang Amadeus Mozart: Così fan tutte KV 588 (Guglielmo) | Renée Fleming, Anne Sofie von Otter, Adelina Scarabelli, Sopran / Frank Lopardo, Tenor / Michele Pertusi, Bass / London Voices / Chamber Orchestra of Europe / Georg Solti | Decca                     |
| 3/1997                  | Eugen d’Albert: Die toten Augen (Schnitter / Stimme Jesu) | Sabine Brohm, Margaret Chalker, Barbara Hoene, Dagmar Schellenberger, Cornelia Wosnitza, Sopran / Angela Liebold, Mezzosopran / Anne Gjevang, Alt / Eberhard Büchner, Gerald Hupach, Lothar Odinius, Norbert Orth, Tenor / John Maxham, Hartmut Welker, Bariton / Eberhard Bendel, Bass / Philharmonischer Chor Dresden / Dresdner Philharmonie / Ralf Weikert | cpo                       |
| 4/1997, live            | The EMI Centenary Gala at Glyndebourne darin mit Olaf Bär: Wolfgang Amadeus Mozart: Der Vogelfänger bin ich ja (aus Die Zauberflöte KV 620) | (+ Natalie Dessay, Angela Gheorghiu, Alison Hagley, Barbara Hendricks, Felicity Lott, Amanda Roocroft, Sopran / Ann Murray, Mezzosopran / John Mark Ainsley, Roberto Alagna, Ian Bostridge, Nicolai Gedda, Tenor / Thomas Hampson, Bariton / Willard White, Bass) / London Philharmonic Orchestra / Franz Welser-Möst (+ Andrew Davis) | EMI                       |
| 5/1997, live            | Franz Schubert: Alfonso und Estrella D 732 (Mauregato) | Birgit Heindler, Ľuba Orgonášová, Sopran / Georg Nigl, Carlos Silva, Endrik Wottrich, Tenor / Thomas Hampson, Bariton / Alfred Muff, Bass / Arnold Schönberg Chor / Chamber Orchestra of Europe / Nikolaus Harnoncourt | Naxos (DVD)               |
| 6/1997                  | Wolfgang Amadeus Mozart: Zaide KV 344 (Allazim) | Lynne Dawson, Sopran / Hans Peter Blochwitz, Herbert Lippert, Tenor / Christopher Purves, Bass / Academy of Ancient Music / Paul Goodwin | harmonia mundi France     |
| 8/2001, live            | Johann Strauss (Sohn): Die Fledermaus (Dr. Falke) | Mireille Delunsch, Malin Hartelius, Daniela Mühlbauer, Sopran / Jerry Hadley, Christoph Homberger, Franz Supper, Tenor / Dale Duesing, Bariton / David Moss, Gesang / Elisabeth Trissenaar, Sprecherin / Arnold Schönberg Chor / Mozarteumorchester Salzburg / Marc Minkowski | Arthaus Musik (DVD)       |
| 11/2003                 | Johann David Heinichen: La Gara degli Dei (Giove) | Alexandra Coku, Carola Höhn, Simone Nold, Sopran / Katharina Kammerloher, Mezzosopran / Annette Markert, Alt / Ralph Eschrig, Tenor / Kammerorchester Carl Philipp Emanuel Bach / Hartmut Haenchen | Berlin Classics           |
| 12/2004 – 1/2005        | Richard Wagner: Tristan und Isolde (Kurwenal) | Nina Stemme, Sopran / Mihoko Fujimura, Mezzosopran / Ian Bostridge, Plácido Domingo, Jared Holt, Rolando Villazón, Tenor / Matthew Rose, Bariton / René Pape, Bass / Chorus of the Royal Opera House Covent Garden / Orchestra of the Royal Opera House Covent Garden / Antonio Pappano | EMI                       |
| 7/2007, live            | Leoš Janáček: Aus einem Totenhaus (Alexandr Petrovič Gorjančikov) | Susannah Haberfeld, Mezzosopran / John Mark Ainsley, Andreas Conrad, Olivier Dumait, Peter Hoare, Tomáš Krejčiřík, Štefan Margita, Marian Pavlovič, Eric Stokloßa, Peter Straka, Heinz Zednik, Tenor / Martin Bárta, Vladimir Chmelo, Gerd Grochowski, Ales Jenis, Vratislav Kříž, Bariton / Jan Galla, Jiří Sulženko, Bass / Arnold Schoenberg Chor / Mahler Chamber Orchestra / Pierre Boulez | Deutsche Grammophon (DVD) |
| 7–9/2009                | Carl Maria von Weber: Der Freischütz op. 77 (Kilian) | Juliane Banse, Regula Mühlemann, Sopran / Michael König, Tenor / Franz Grundheber, Bariton / René Pape, Benno Schollum, Michael Volle, Bass / Rundfunkchor Berlin / London Symphony Orchestra / Daniel Harding | Constantin Film (DVD)     |